# 媒體操縱 (台灣)
台灣媒體操縱以台灣解除報禁前後做為分水嶺。解除報禁前，其意涵為中國國民黨政府在二二八事件發生後以非理性手段取得台灣媒體的主控權並且在臺灣白色恐怖時期間，為了鞏固自身政權的正當性及絕對性，而進行的媒體操弄。解除報禁後，其意涵轉為特定集團挾資本主義自由化的大纛下，以商業力量為手段，堂皇進駐媒體，干預本應由媒體自主自律的新聞自由，操控報導方式與內容的情事。